# Olga Scheltema-de Nie
Olga Scheltema-de Nie (Rotterdam, 11 juni 1939 – Den Haag, 13 september 2023) was een Nederlands politica namens D66.

## Levensloop
Olga de Nie doorliep het Lorentz Lyceum in Haarlem en studeerde Nederlands recht aan de Rijksuniversiteit Leiden. Daar begon zij haar loopbaan als wetenschappelijk medewerker.
Zij ging eerst in Leidschendam en later in Haren in de gemeentelijke politiek en was in Haren ook wethouder. Hierna was zij werkzaam als ambtenaar op het ministerie van Binnenlandse Zaken. Scheltema-de Nie was sinds 1984 tevens plaatsvervangend rechter in Groningen.
Van 1 december 1985 tot 13 september 1989 zat zij in het hoofdbestuur van D66 en van mei 1986 tot november 1989 was zij ook waarnemend voorzitter van de partij. Van 14 september 1989 tot 23 mei 2002 was zij lid van de Tweede Kamer.
Sinds 1965 was zij gehuwd met Michiel Scheltema, telg uit het geslacht Scheltema, met wie zij drie kinderen kreeg. In 2002 werd zij benoemd tot Ridder in de Orde van Oranje-Nassau.
Scheltema-de Nie overleed op 84-jarige leeftijd.
- Parlement.com: vg09llqm74do